# الازيود (تعز)
الازيود هي إحدى قرى الجمهورية اليمنية. وهي تتبع جغرافيًا لمحافظة تعز. وإداريًا لمديرية المخاء. يبلغ تعداد سكانها 4134 نسمة حسب الإحصاء الذي جرى عام 2004.